# Manny Ramírez
Manuel Aristides Ramírez Onelcida, detto "Manny" (Santo Domingo, 30 maggio 1972), è un giocatore di baseball dominicano che gioca nel ruolo di esterno sinistro e battitore designato, free agent. Durante la sua carriera ha vestito le maglie dei Cleveland Indians, dei Boston Red Sox, dei Los Angeles Dodgers, dei Chicago White Sox e dei Tampa Bay Rays.
Ha vinto per nove volte il premio Silver Slugger (mazza d'argento) ed è uno dei 28 giocatori nella storia della Major League Baseball (MLB) ad aver battuto più di 500 fuoricampo in carriera. Il suo record di 21 grand slam (fuoricampo con tutte le basi occupate) è il terzo di tutti i tempi, dietro a Lou Gehrig e Alexander Rodriguez. Ha partecipato per 12 volte all'All-Star Game, di cui 11 volte consecutivamente.

## Carriera sportiva

### Cleveland Indians
Cresciuto a Washington Heights, New York frequentò la George Washington High School. Fu selezionato per 3 volte nella selezione cittadina di baseball e nel 1991 fu nominato New York City Public School Player of the Year.
I Cleveland Indians lo scelsero al draft del 1991 e lo mandarono a giocare nelle leghe minori per fare esperienza. Esordì da professionista con i Burlington Indians e al termine della stagione venne nominato MVP della Appalachian League.
Nel 1992 giocò con i Kinston Indians e nel 1993 con i Canton-Akron Indians e i Charlotte Knights, venendo nominato Minor League Player of the Year.
Il suo debutto nella Major League avvenne il 2 settembre 1993 nell'incontro tra i suoi Cleveland Indians e i Minnesota Twins, nel quale giocò come battitore designato concludendo il match senza battere nessuna valida in quattro turni al piatto. Il giorno successivo, nella partita contro i New York Yankees, batté due fuoricampo e un doppio.
Nella sua prima stagione completa tra i professionisti giunse secondo nella graduatoria del Rookie of the Year (miglior esordiente dell'anno) realizzando 17 home run e 60 RBI in 91 partite giocate.
Con la maglia degli Indians realizzò complessivamente, dal 1993 al 2000, 236 fuoricampo e 804 RBI in 967 partite disputate, raggiungendo l'apice nella stagione 1998 con 45 fuoricampo e nella stagione 1999 con 165 RBI e una media battuta di 0,333. Il suo record stagionale di 165 punti battuti a casa era il più alto fatto registrare da un giocatore dai tempi di Jimmie Foxx nel 1938. Durante la sua permanenza a Cleveland giocò per due volte le World Series: nel 1995 e nel 1997.

### Boston Red Sox
Nel dicembre 2000 firmò un contratto della durata di 8 anni con i Boston Red Sox del valore complessivo di 160 milioni di dollari, con un'opzione del valore di 20 milioni per il 2009 e il 2010, portando così il valore complessivo del contratto a 200 milioni di dollari per 10 anni. La sua prima stagione fu all'altezza delle aspettative, concluse infatti l'annata con una media battuta di 0,306, 41 fuoricampo e 125 RBI. Il 23 giugno, nella partita contro i Toronto Blue Jays disputata al Fenway Park, batté due fuoricampo; in particolare il secondo fu talmente potente che andò a colpire una delle luci dei riflettori dello stadio. La lunghezza del suo home run fu ufficialmente stimata a 501 piedi (153 metri), vicinissimo al record di Ted Williams di 502 piedi.
Nel 2002 giocò solamente 120 partite a causa di un infortunio al braccio che lo costrinse a saltare oltre un mese di campionato. Nonostante i problemi fisici concluse l'anno con un'eccellente media battuta di .349 e durante la stagione batté il suo 300º fuoricampo in carriera (26 agosto 2002 contro gli Anaheim Angels).
Nell'estate del 2003 saltò diverse partite per problemi di salute, durante una di queste assenze fu avvistato in un bar e a causa di questo episodio l'allora manager dei Boston Red Sox Grady Little lo punì tenendolo in panchina per una partita. Ripresosi dai problemi fisici Ramírez giocò un'ottima post-season ma nonostante questo la sua squadra perse la finale dell'American League contro i New York Yankees mancando così l'appuntamento con le World Series. La nuova proprietà dei Red Sox, nel tentativo di liberarsi del suo oneroso stipendio, si dichiarò disposta a cedere il giocatore alla squadra che si fosse fatta carico del restante contratto, tuttavia nessuno degli altri team colse quest'occasione.
Il 2004 fu un anno pieno di successi per Ramírez e per la sua squadra. Il giocatore batté 43 fuoricampo (leader della American League), 130 RBI con una media battuta di 0,308; inoltre formò una coppia eccezionale con il suo compagno di squadra David Ortiz poiché entrambi realizzarono almeno 40 home run, almeno 100 RBI, con una media superiore ai 300, eguagliando un record che apparteneva solamente a Babe Ruth e Lou Gehrig, compagni di squadra nei New York Yankees del 1931. I Boston Red Sox giunsero sino alle World Series (di cui Ramírez fu nominato MVP) e riuscirono ad imporsi per 4 partite a 0 sui St. Louis Cardinals, conquistando un titolo che mancava addirittura dal 1918 e mettendo fine alla cosiddetta "maledizione" iniziata in quell'anno col passaggio di Babe Ruth dai Red Sox agli Yankees.
Il 15 maggio del 2005 batté il suo 400º home run in carriera, statistica raggiunta da soli 45 giocatori in tutta la storia della MLB. Durante tutto il corso della stagione furono continue le voci di un suo imminente passaggio ad altre squadre ma alla fine, dopo che lo stesso giocatore cambiò più volte idea, Ramírez restò a Boston.
Nel 2007 i Red Sox completarono un'altra grande annata raggiungendo nuovamente le World Series ed aggiudicandosi il secondo titolo in quattro anni. Ramírez, condizionato dagli infortuni, concluse la stagione con una media di 0,296, 20 home run e 88 RBI ma diede un contributo importante durante la post-season dove, battendo il suo 23º fuoricampo in carriera, raggiunse il record per il maggior numero di home run battuti in post-season.
Il 2008 fu un anno difficile, riuscì a battere il suo 500º fuoricampo in carriera ma le sue prestazioni in campo furono rovinate da alcuni episodi come una rissa durante l'incontro con i Tampa Bay Rays e alcune incomprensioni col manager dei Red Sox.

### Los Angeles Dodgers
Il 31 luglio 2008 Manny Ramírez passò ufficialmente ai Los Angeles Dodgers nell'ambito di un'operazione di mercato che coinvolse anche altre squadre. Il giocatore, che in carriera aveva sempre indossato il numero 24, prese la maglia numero 99 poiché quella col suo numero preferito era stata ritirata dalla squadra di Los Angeles in onore di Walter Alston, membro della Baseball Hall of Fame e manager, per oltre 20 anni, dei Dodgers.
Ramírez concluse la stagione con 37 HR e 121 RBI, risultando il quarto giocatore più votato nella graduatoria MVP della National League. A fine stagione il giocatore divenne un free agent ma l'unica squadra a manifestare un reale interessamento per lui furono gli stessi Los Angeles Dodgers; dopo una lunga trattativa il giocatore firmò un contratto biennale del valore di 45 milioni di dollari con il team californiano.
Nel 2009 il giocatore subì una squalifica per aver violato le norme della MLB in materia di doping. Durante la sospensione Ramírez continuò ad allenarsi e fece delle sporadiche apparizioni con squadre delle Minor Leagues come gli Albuquerque Isotopes e gli Inland Empire 66ers. Il 3 luglio 2009, scontata la squalifica, ritornò in campo nella partita contro i San Diego Padres. Il 21 luglio 2009 batté il suo 537º home run in carriera diventando il 15° miglior giocatore di tutti i tempi per numero di fuoricampo battuti, successivamente il 18 aprile 2010 arrivò a quota 548, salendo al 14º posto assoluto di questa speciale classifica.

### Chicago White Sox e Tampa Bay Rays
Il 30 agosto 2010 i Dodgers cedettero Ramírez ai Chicago White Sox, la squadra californiana non ottenne nessun giocatore in cambio ma riuscì a sbarazzarsi del pesante stipendio del giocare al quale erano dovuti ancora 3,8 milioni di dollari. Con la maglia dei White Sox Ramírez giocò solo 24 partite con una media battuta di 0,261 e realizzando un solo home run. Alla fine della stagione divenne un free agent.
Il 21 gennaio 2011 il giocatore firmò un contratto annuale del valore di circa 2 milioni di dollari con i Tampa Bay Rays. L'avventura con la franchigia della Florida durò poco; dopo solo 5 partite giocate, il giorno 8 aprile 2011, Manny Ramírez annunciò il suo ritiro. Durante la preparazione estiva il giocatore era risultato positivo ad un test antidoping, quando anche le contro analisi si rivelarono positive, Ramírez scelse di annunciare il suo immediato ritiro dall'attività piuttosto che affrontare il processo sportivo e le conseguenti sanzioni. In ogni caso la commissione antidoping della lega sanzionò il giocatore con una squalifica di 100 gare, sanzione che resterà pendente e verrà applicata nel caso in cui il giocatore decidesse di riprendere l'attività in futuro.

### Il ritorno con gli Oakland Athletics
All'inizio della stagione 2012 il giocatore ha annunciato il suo ritorno nella MLB e ha concordato con gli organi dirigenti della lega, grazie alla mediazione dell'associazione giocatori (MLBPA), una riduzione della squalifica pendente per i problemi di doping.
Il 20 febbraio 2012 Manny quindi ha firmato un contratto per gli Oakland Athletics. Il suo debutto con gli Athletics però è stato rimandato al 30 maggio 2012 per via della squalifica per doping che gli vietava di giocare nella lega per 50 partite. Una volta scaduta la squalifica Ramírez si è unito ai Sacramento River Cats, squadra satellite degli Athletics con la quale ha disputato 17 partite nella Minor League senza mettere a segno nessun homerun. Il 15 giugno 2012 il contratto è stato rescisso consensualmente senza che il giocatore collezionasse nemmeno una presenza con la franchigia di Oakland in MLB.

## Problemi col doping
Ramírez è uno dei 104 giocatori della MLB risultati positivi ai controlli anti-doping effettuati nel 2003. Nel 2009 il giocatore è stato sanzionato con una sospensione per 50 partite per aver assunto Gonadotropina corionica, un farmaco usato per curare i problemi di fertilità femminili e comunemente usato da chi assume steroidi per riavviare la naturale produzione di testosterone dopo il completamento di un ciclo di assunzione di steroidi. Questa sostanza è simile al Clomifene, il prodotto che veniva fornito dalla BALCO (Bay Area Laboratory Co-Operative) agli atleti suoi clienti e al centro dello scandalo doping che ha colpito il mondo dello sport statunitense.
I problemi col doping hanno decretato il declino della carriera del giocatore, infatti la scelta di ritirarsi è stata presa da Ramírez per evitare di affrontare le conseguenze di una nuova positività al doping rilevata durante la preparazione della stagione 2011. Nel 2012 Ramírez ha negoziato una riduzione della squalifica (da 100 a 50 partite) e ha firmato un nuovo contratto tornato ufficialmente in attività.

## Premi
- 12 partecipazioni all'All-Star Game (1995, 1998-2008)
- 1 World Series MVP Award (2004)
- 2 Hank Aaron Award (1999, 2004)
- 9 Silver Slugger Award (1995, 1999–2006)

## Record
- 9 stagioni consecutive con almeno 30 HR e 100 RBI (1998-2006), 3° miglior giocatore di tutti i tempi.
- 27 partite consecutive con valide battute (2006).
- 555 HR in carriera, 14° di tutti i tempi[14].
- 21 grand slam, 3° di tutti i tempi[2].
- 1831 RBI, 18° di tutti i tempi[15].
- 29 HR in post-season, miglior giocatore di tutti i tempi[5].
- 78 RBI in post-season, 2° di tutti i tempi[5].